# Trigana Air Service

Trigana Air Service — индонезийская региональная авиакомпания со штаб-квартирой в Джакарте, работающая в сфере регулярных пассажирских перевозок по внутренним маршрутам.

## История
Авиакомпания начала операционную деятельность в начале 1991 года на двух самолётах Beechcraft B200C King Air. К концу того же года парк компании пополнился двумя вертолётами Bell 412SP. Ещё два лайнера ATR 42 эксплуатировались по мокрому лизингу для авиакомпании Hainan Airlines на маршрутах из Санья в Хайкоу и Ханой.

## Маршрутная сеть
Маршрутная сеть регулярных перевозок авиакомпании Trigana Air охватывает 21 пункт назначения внутри страны:
- Амбон — аэропорт Паттимура
- Баликпапан — аэропорт имени султана Аджи Мухамада Сулаймана
- Банджармасин — аэропорт имени Сиамсудина Ноора
- Берау — аэропорт Берау
- Добо — аэропорт Добо
- Иллага — аэропорт Иллага
- Джакарта — международный аэропорт Сукарно-Хатта — хаб
- Джаяпура — аэропорт Сентани
- Кетапанг — аэропорт имени Рахади Османа
- Маумере — аэропорт Маумере
- Оксибил — аэропорт Оксибил
- Пангкалан-Бан — аэропорт Искандар
- Понтианак — международный аэропорт Супадио
- Танимбар — аэропорт Саумлаки
- Сампит — аэропорт Сампит
- Семаранг — международный аэропорт имени Ахмада Яни
- Соло — международный аэропорт Адисумармо
- Сурабая — международный аэропорт имени Джуанды
- Тимика — аэропорт Тимика
- Вамена — аэропорт Вамена
- Яхикимо — аэропорт Декай

## Флот
В августе 2015 года воздушный флот авиакомпании Trigana Air Service составляли следующие самолёты:

## Ограничения в полётах
С 2007 года Trigana Air Service внесена Европейским Союзом в список авиакомпаний, самолётам которых запрещено использовать воздушное пространство ЕС.

## Авиапроисшествия и инциденты
За всю историю авиакомпании с её воздушными судами произошло 14 серьёзных происшествий, в результате которых было списано 10 самолётов.
- 25 мая 2002 года. Самолёт de Havilland Canada DHC-6 Twin Otter (регистрационный PK-YPZ), выполнявший грузопассажирский рейс, потерпел крушение в условиях сильного дождя. Погибли все четыре пассажира и два члена экипажа[9].
- 11 февраля 2010 года. ATR 42-300 (регистрационный PK-YRP), выполнявший регулярный рейс 162, совершил аварийную посадку на заливное поле близ Баликпапана после отказа обоих двигателей. На борту находилось 52 человека, выжили все[10].
- 8 апреля 2012 года. В самолёт DHC-6 Twin Otter, следовавший рейсом из Набире в аэропорт Мулиа, при выполнении посадки в аэропорту назначения было произведено несколько выстрелов. Оба пилота лайнера были ранены, неуправляемый самолёт с шестью пассажирами и двумя пилотами врезался в здание аэропорта. Погиб один пассажир, четверо человек получили серьёзные травмы[11][12].
- 16 августа 2015 года. ATR-42-300 (регистрационный PK-YRN), следовавший регулярным рейсом 257 из аэропорта Сентани в Оксибил, разбился в горах при подходе к аэропорту назначения в условиях низкой видимости (туман, дождь). Погибли все 54 человека, находившиеся на борту самолёта[13][14][15].